# لوزنتسا
لوزنتسا (به لاتین: Lozenitsa) یک منطقهٔ مسکونی در بلغارستان است که در شهرستان ساندانسکی واقع شده‌است.